# Ригби
Ригби (на английски: Rigby) е град в окръг Джеферсън, щата Айдахо, САЩ. Ригби е с население от 2998 жители (2000) и обща площ от 2,6 km². Намира се на 1480 m надморска височина. ЗИП кодът му е 83442, а телефонният му код е 208.